# Шехунова Стелла Борисівна
Стелла Борисівна Шехунова (нар. 1 січня 1963 року, Київ) — українська геологиня, доктор геологічних наук, член-кореспондент НАН України. Директор Інституту геологічних наук НАН України (з 2021).

## Біографія
Народилася 1 січня 1963 року в Києві. Здобула середню освіту в Київській школі № 52 у 1980 році.
У 1985 році закінчила Київський національний університет імені Тараса Шевченка.
З 2002 по 2015 рік працювала ученим секретарем у Інституті геологічних наук НАН України.
У 2007 році обійняла посаду керівника Центру колективного користування науковими приладами «Лабораторія фізичних методів досліджень».
У 2011 році захистила докторську дисертацію на тему: «Особливості літогенезу соленосних формацій та проблеми їх використання».
У 2015 році стає членом-кореспондентом НАН України (Відділення наук про Землю, спеціальність — наноседиментологія), обіймає посаду заступника академіка-секретаря Бюро відділення наук про Землю.
З 1 грудня 2015 року — заступник директора з наукової роботи Інституту геологічних наук НАН України. З травня 2021 року — директор інституту.
Також викладає на кафедрі загальної та історичної геології у ННІ «Інститут геології» Київського університету.

## Науковий доробок
Працює та публікує дослідження в галузі літології, седиментології, дослідження гірських порід та мінералів методами електронної мікроскопії, енергодисперсійної рентгенівської спектроскопії, лазерної седиментографії. Розробила концепцію літогенезу соленосних формацій і обґрунтувала підходи до їх залучення у господарську діяльність.

## Нагороди
- орден княгині Ольги III ступеня (27 листопада 2008) — за визначні особисті заслуги у розвитку вітчизняної науки, зміцнення науково-технічного потенціалу Української держави та з нагоди 90-річчя Національної академії наук України[7];